# Paul Chauchard
Paul Chauchard /čti pól šóšár/ (14. června 1912 – 27. dubna 2003) byl francouzský lékař – neurofyziolog, vědec, filozof, vysokoškolský učitel a spisovatel, autor více než 80 knižních titulů, které vesměs představují jeho úvahy a výsledky bádání v konfrontací pohledu přírodovědce a filozofa v jedné osobě. Svou celoživotní prací se Paul Chauchard zařadil mezi významné vědce 20. století.

## Biografie
Paul Chauchard vystudoval lékařskou a přírodovědeckou fakultu v Paříži. Stal se pracovníkem neurofyziologické laboratoře (později jejím dlouholetým ředitelem) při École pratique des Hautes Études na Sorbonně, následně pak coby doktor věd přednášejícím profesorem na téže škole a na Pařížské katolické univerzitě. Zvlášť významným mezníkem v jeho práci se stalo setkání s dílem významného francouzského filozofa a teologa Pierra Teilharda de Chardin. Pod vlivem jeho specifického novotomistického učení důsledně vychází ve svých filozofických úvahách z vědeckého obrazu světa. Od počátku své vědecké dráhy byl také velkým propagátorem neurofyziologických objevů I. P. Pavlova.
Spojení přírodovědce s filozofem umožnilo Chauchardovi ukázat řadu tradičních otázek po smyslu lidského života v novém světle. Tím, že zkoumal psychické procesy v úzké spojitosti s celým lidským organismem včetně jeho společenských vazeb, přispěl k odstranění umělých dualistických rozporů v názorech na život člověka i společnosti. Jeho vědecké kvality a výjimečné schopnosti popularizace vědy a filozofie otevřely cestu jeho dílům do mnoha zemí světa.

## Výběr z děl
- * La médecine psychosomatique' (Psychosomatické lékařství)
- La chimie du cerveau (Chemie mozku)
- Physiologie des moeurs (Fyziologie zvyku)
- Physiologie de la conscience (Fyziologie vědomí)
- Hypnose et suggestion (Hypnóza a sugesce)
- Connaissance et maîtrise de la mémoire (Znalost a ovládání paměti)
- Le cerveau humain (Lidský mozek)
- Le cerveau et la conscience (Mozek a vědomí)
- Le langage et la pensée (Řeč a myšlenka)
- Le moteur vivant (Živý motor)
- Teilhard et l'optimisme de la croix (Teilhard a optimismus kříže)

Česky vyšlo v roce 1971 dílo Věda a smysl života (v originále La foi du savant chrétien – v doslovném překladu Víra křesťanského vědce.